# METAP1D
METAP1D (англ. Methionyl aminopeptidase type 1D, mitochondrial) – білок, який кодується однойменним геном, розташованим у людей на 2-й хромосомі. Довжина поліпептидного ланцюга білка становить 335 амінокислот, а молекулярна маса — 37 088.
| 10         |  | 20         |  | 30         |  | 40         |  | 50         |
| ---------- |  | ---------- |  | ---------- |  | ---------- |  | ---------- |
| MAAPSGVHLL |  | VRRGSHRIFS |  | SPLNHIYLHK |  | QSSSQQRRNF |  | FFRRQRDISH |
| SIVLPAAVSS |  | AHPVPKHIKK |  | PDYVTTGIVP |  | DWGDSIEVKN |  | EDQIQGLHQA |
| CQLARHVLLL |  | AGKSLKVDMT |  | TEEIDALVHR |  | EIISHNAYPS |  | PLGYGGFPKS |
| VCTSVNNVLC |  | HGIPDSRPLQ |  | DGDIINIDVT |  | VYYNGYHGDT |  | SETFLVGNVD |
| ECGKKLVEVA |  | RRCRDEAIAA |  | CRAGAPFSVI |  | GNTISHITHQ |  | NGFQVCPHFV |
| GHGIGSYFHG |  | HPEIWHHAND |  | SDLPMEEGMA |  | FTIEPIITEG |  | SPEFKVLEDA |
| WTVVSLDNQR |  | SAQFEHTVLI |  | TSRGAQILTK |  | LPHEA      |  |            |

A: Аланін

C: Цистеїн

D: Аспарагінова кислота

E: Глутамінова кислота

F: Фенілаланін

G: Гліцин

H: Гістидин

I: Ізолейцин

K: Лізин

L: Лейцин

M: Метіонін

N: Аспарагін

P: Пролін

Q: Глутамін

R: Аргінін

S: Серин

T: Треонін

V: Валін

W: Триптофан

Кодований геном білок за функціями належить до гідролаз, протеаз, амінопептидаз. 
Білок має сайт для зв'язування з іонами металів. 
Локалізований у мітохондрії.